# Delray Beach International Tennis Championships 2003
Delray Beach International Tennis Championships 2003 — тенісний турнір, що проходив на кортах з твердим покриттям у місті Delray Beach, USA з 3 березня. Належав до категорії ATP International Series, був турніром серії Delray Beach Open 2003 року.

## Фінальна частина

### Одиночний розряд
Ян-Майкл Гембілл —  Марді Фіш 6–0, 7–6(7–5)

### Парний розряд
Леандер Паес /  Ненад Зімоньїч —  Рамон Слюйтер /  Мартін Веркерк 7–5, 3–6, 7–5